# 第一三叉河橋
台鐵山線鐵路第一三叉河橋是位於臺灣苗栗縣西湖溪上的一座鐵路橋樑，連接苗栗縣銅鑼鄉銅鑼車站與三義鄉三義車站，1991年重建、1993年通車。

## 沿革與設計

### 第一代橋
1902年4月起臺灣總督府鐵道部開始建設苗栗～三叉河（今三義）路段的縱貫鐵路，並在跨越西湖溪之處分別架設第一三叉河橋及第二三叉河橋。
第一代橋在1903年3月10開工，同年10月7日苗栗 ～三叉河間通車、12月30日本橋竣工，設計為鈑梁橋，長約105.7公尺，共6橋孔（40英呎2孔、60英呎4孔）:173，橋墩採用紅磚混凝土、砌粗石及卵石構造，內部填充1吋半鐵條6根，由於工地偏遠，建材運輸不便，因此橋台結構就地取材，以河床鵝卵石代替紅磚砌築而成
第一代橋使用至戰後，於1959年八七水災時被洪水沖毀。

### 第二代橋
第一代橋1959年遭八七水災沖斷後，先暫時搶通，隨後台鐵局於一代橋下游側（北側）旁重建新橋（二代橋）。二代橋為6孔上承式鋼鈑梁橋，每孔跨度19.2公尺，橋位提高1公尺，基礎加深6公尺，並改善路線2.4公里，自1959年11月開工，隔年（1960年）4月竣工，6月2日通車。
1978年10月20日，包含第二代橋在內的山線鐵路苗栗～臺中路段電氣化通電，橋上增設電車線電桿等設備，25日正式啟用。

### 第三代橋
截至1987年6月為止，山線鐵路除了豐原～成功間已完成雙軌化之外，其餘竹南～豐原間路段仍為單線，穿越臺灣中部丘陵地區，路線標準較低且已達飽合，形成運輸瓶頸，於是台鐵局自1988年度起辦理「山線鐵路竹南至豐原間改線與雙軌工程」，該工程於銅鑼～三義間跨越西湖溪之處新建第三代橋。
第三代橋建於第二代橋下游側（北側）大約1公里處（今銅鑼鄉樟樹陸橋西南側），橋長366.4公尺，以KS-18標準活載重設計，1989年5月8日開工，1991年2月申報完工，但因P4、P12、P13號三座橋墩施工偏差約30公分，並且未安裝75支剪力鋼棒，致無法驗收，後經台鐵局及承包商對三代橋補強或矯正，延至1993年6月17日隨同銅鑼～三義段雙軌鐵路一併通車啟用。